# Игнатов, Михаил Егорович
Михаил Егорович Игнатов (1901, Суворовка, Елецкий уезд, Орловская губерния, Российская империя — ?) — украинский государственный и партийный деятель. Депутат Верховного Совета УССР первого созыва (1938—1947), Верховного Совета СССР второго созыва (1946—1950).

## Биография
Родился в бедной крестьянской семье в селе Суворовка, теперь Липецкая область, Россия. С 1914 года батрачил в родном селе. В 1917 году переехал на Донбасс, работал коногоном и крепильщиком на шахте № 3 в Кадиевке. В 1922—1924 годах — в рядах Красной армии. Член ВКП(б) с 1924 года. В 1924—1925 годах — слушатель радпартшколи, г. Луганск.
С 1925 года — проходчик на шахте № 3 в Кадиевке, с 1927 года — заведующий клубом шахты, с 1928 года — председатель профсоюзного комитета шахты.
В 1930—1931 годах — председатель рудкому угольщиков рудника Брянка, в 1931—1934 годах — на такой же должности на руднике Голубовка, в 1934—1935 годах — в Первомайском рудоуправлении. В 1935—1936 годах — заместитель председателя райкома профсоюза угольщиков, г. Кадиевка, в 1936—1937 годах — председатель профсоюзного комитета шахты «Центральная - Ирмино», в 1937 — январе 1938 года — председатель райкома профсоюза угольщиков, город Серго (Кадиевка).
В январе — сентябре 1938 года — председатель Серговского городского совета депутатов трудящихся.
В 1938 году избран депутатом Верховного Совета УССР первого созыва по Серговско-Брянскому избирательному округу № 292 Ворошиловградской области.
В 1938 — июле 1942 года — первый секретарь Серговского городского комитета КП(б) Украины Ворошиловградской области.
В сентябре 1942 — феврале 1943 года — в эвакуации в Казахской ССР, секретарь Карагандинского городского комитета КП(б) Казахстана.
После освобождения Донбасса с 1943 года — на довоенной должности, первый секретарь Кадиевского городского комитета КП(б) Украины Ворошиловградской области.
В 1946 году избран депутатом Совета Национальностей Верховного Совета СССР по Ворошиловградском избирательному округу Украинской ССР.

## Награды
- два ордена Трудового Красного Знамени.